# Аплін-Іслет
Аплін-Іслет (англ. Aplin Islet) — невеликий безлюдний острів біля північно-східного узбережжя Австралії.

## Розташування
Острів знаходиться на північ від затоки Шелбурн на півночі штату Квінсленд, приблизно за 140 км на північ від мису Гренвілл півострова Кейп-Йорк. Є частиною морського парку Великий бар'єрний риф.

## Екологія
Острів є забороненою для широкого загалу зоною задля охорони гніздовищ морських птахів. На острові зустрічаються крокодили.